# Aude
Aude là một tỉnh của Pháp, thuộc vùng hành chính Occitanie, tỉnh lỵ Carcassonne, bao gồm 3 quận với các quận lỵ còn lại là: Limoux, Narbonne.